# 仮性バイセクシャル
仮性バイセクシャル（かせいバイセクシャル）は、異性に恋愛感情を抱くが条件・環境によっては特定の同性を恋愛対象とすることができる又は性行為ができる人のこと。
一般的には男性のノンケヘテロセクシャル (異性愛者) ではあるが、特定の男子同性である男性を恋愛対象として意識するこてができる又は性行為できる男性のこと。令和ではBLボーイズラブ作品でゲイ男性と仮性バイセクシャル男性の恋愛ドラマが多く制作されている。またゲイビデオではこの仮性バイセクシャルが多く見られ、一部の仮性バイセクシャルの男性は真性バイセクシャルに目覚める場合もある。
生粋のノンケ(ヘテロセクシャル)男性は男性を恋愛対象としないし、性交もしようとしないし、できない。